# Berghems kyrka
Berghems kyrka är en kyrkobyggnad belägen i Berghem i Marks kommun. Sedan 2011 tillhör kyrkan Västra Marks församling (tidigare Berghems församling) i Göteborgs stift.

## Kyrkobyggnaden
Kyrkans äldsta delar är från tidig medeltid. I sin nuvarande form består kyrkan av rektangulärt långhus med tresidigt kor i öster och torn i väster. Norr om koret finns en vidbyggd sakristia. Ingångar finns vid tornets västra sida samt vid södra långväggen.
En genomgripande ombyggnad genomfördes på 1790-talet, då sakristian uppfördes. Av medeltidskyrkan återstår den södra väggen. Klocktornet, som pryds av sin lilla öppna lanternin, tillkom 1826. Byggnaden restaurerades 1911-1912 och då bemålades innertaket och bänkarna i en blå färgton. Arbetena leddes av Reinhold Callmander. År 1927 utvidgades orgelläktaren under ledning av Allan Berglund. Vid en omfattande renovering 1977 installerades ny värmeanläggning, nytt golv, ommålning av kyrkans interiör och senmedeltida kalkmålningar togs fram och restaurerades. Man fann även en gammal portal och en mindre fönsteröppning i södermuren, som nu är utmärkta där. 

## Interiör och inventarier

### Läktaren
På läktarbarriären finns tavlor föreställande Jesus och apostlarna som är från 1700-talet.

### Inventarier
- Dopfunten, gjuten av malm, är 35 cm hög. Den är utförd med samma teknik och förfarande som en kyrkklocka och unik i trakten. Cuppan är klockformad och har tre fötter. Överst på sidan finns en vapensköld med fyra romber och en Kristusbild. Mellan dem ordet ARTIFICUM och därunder ett hjärta och kors med den latinska inskriften ANO DM MCCCXLIX FACTUM ET COMPLETUM EST HOC OPUS PER MANUS JOHANNIS ET HENRICI, vilken tolkas Herrans år 1449 gjordes och fullbordades detta arbete av konsthantverkarna Johannes och Henriks händer.[2]
- En snidad altaruppsats avbildar Jesu korsfästelse och är från 1696.
- Vid kyrkorummets norra vägg finns en blåmålad femsidig predikstol från 1694 som visar Jesus och evangelisterna.
- En mässhake från 1638 förvaras på Borås museum.

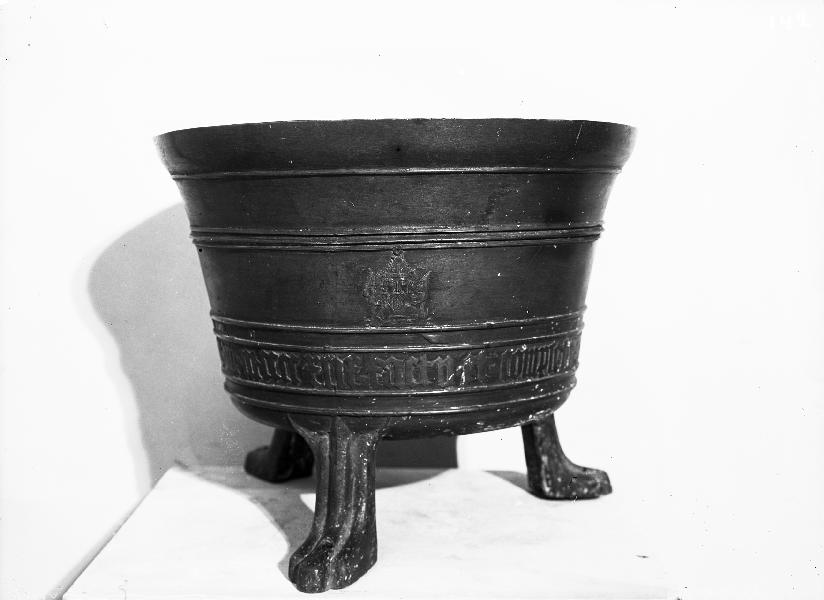
Dopfunten av malm.

#### Orgel
Orgeln, som tillverkades av Åkerman & Lund Orgelbyggeri 1928, är pneumatisk och har tretton stämmor fördelade på två manualer och pedal. Fasaden med stumma fasadpiporna härstammar från 1845 års orgel, byggd av Johan Nikolaus Söderling.

#### Klockor
Båda klockorna är senmedeltida och såväl storklockan som lillklockan saknar inskrifter.